# 田龍 (正德辛巳進士)
田龍（1488年—？），字起潛，武驤右衛官籍，直隸饒陽縣人，明朝政治人物。

## 生平
正德十一年（1516年）丙子科順天鄉試第七十一名舉人。正德十六年（1521年）中式辛巳科會試第一百九名，登第三甲第一百一十四名進士。

## 家族
曾祖田友文，曾任正千戶；祖父田淳，曾任壽官；父田芳，曾任義官。前母高氏；母李氏；繼母盧氏；繼母高氏。具庆下。